# Ducado de Almodóvar del Río
El ducado de Almodóvar del Río es un  título nobiliario español con grandeza de España de segunda clase, concedido por el rey Carlos III a Pedro Francisco de Luján y Góngora el 23 de abril de 1780, por decreto, y el 11 de julio de 1780, por real despacho. Su nombre hace referencia al municipio andaluz de Almodóvar del Río, en la provincia de Córdoba. 
El ducado se concedió manteniendo el marquesado de Almodóvar del Río como título independiente, el cual, a su vez, había sido otorgado por Carlos II el 13 de mayo de 1667.

## Antecesores de los duques de Almodóvar del Río
- Juan Francisco Ximénez de Góngora y Castillejo, I marqués de Almodóvar del Río.[3]
- Luis José Ximénez de Góngora y Cárcamo, II marqués de Almodóvar del Río.[3]
- Elvira Luisa Ximénez de Góngora y Cárcamo, III marquesa de Almodóvar del Río.[3]
- Pedro Suárez de Góngora y Gutiérrez de los Ríos, IV marqués de Almodóvar del Río.[3]
- Ana Antonia Suárez de Góngora y Menéndez de Avilés, V marquesa de Almodóvar del Río[3] y IV condesa de Canalejas.
- Pedro Francisco de Luján y Góngora, VI marqués de Almodóvar del Río[3] y I duque de Almodóvar del Río, VI marqués de Ontiveros y V conde de Canalejas.[4][5]

## Historia de los duques de Almodóvar del Río

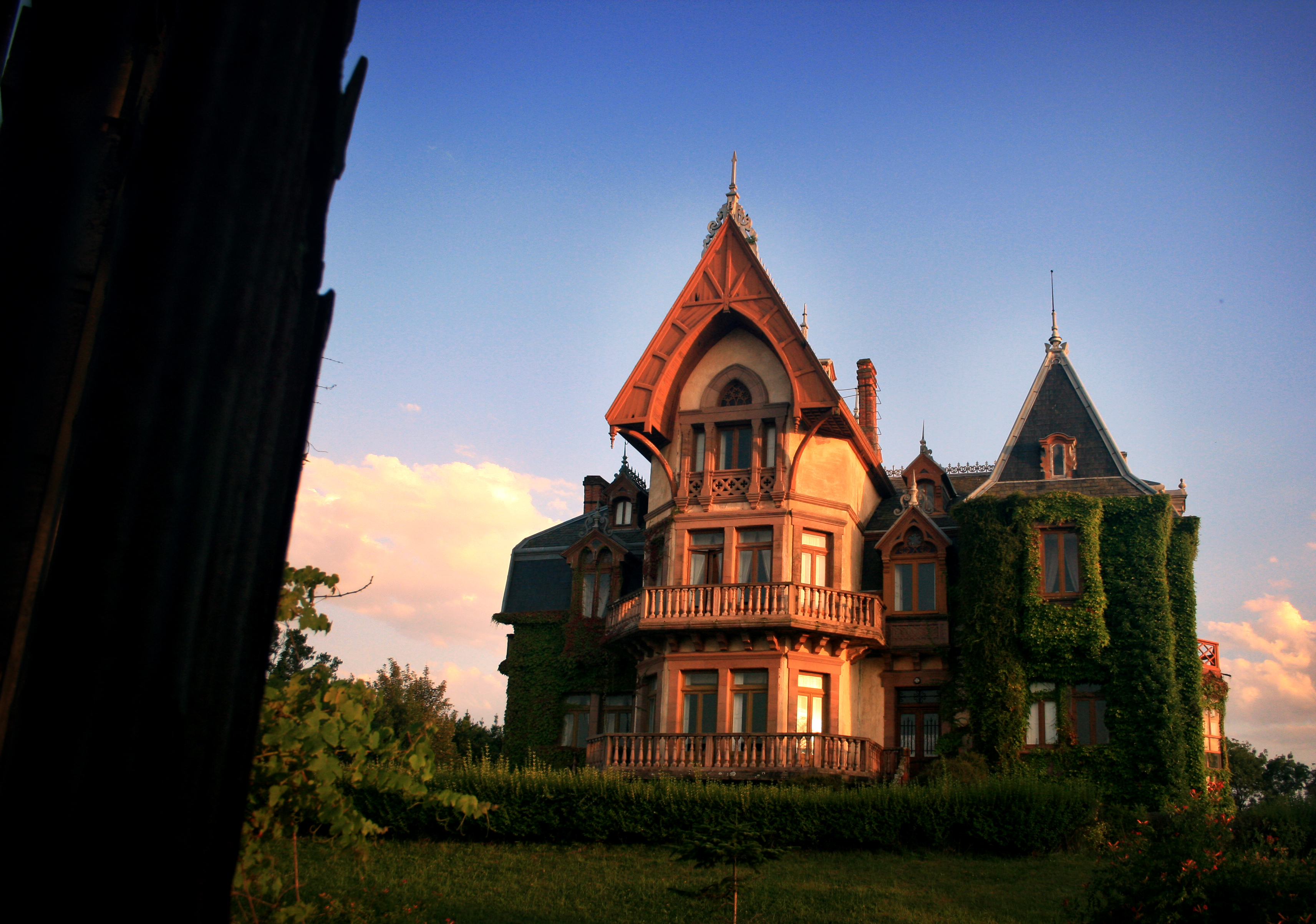
Casa del Duque de Almodóvar del Río, en Comillas, Cantabria

- Pedro Francisco de Luján y Góngora (1727-14 de mayo de 1794), I duque de Almodóvar del Río,[1][3] VI marqués de Almodóvar del Río, VI marqués de Ontiveros, V conde de Canalejas,[4][5] ministro plenipotenciario en Rusia, embajador en Lisboa y Londres, consejero de Estado y caballero de la Orden del Toisón de Oro.[3]

Casó en primeras nupcias con Francisca Javiera Fernández de Miranda Ponce de León y Villacís y en segundas nupcias con María Joaquina de Montserrat y Acuña. Sin descendientes de sus matrimonios, le sucedió su hermana:
- María Rafaela de Luján y Góngora (1728-noviembre de 1794), II duquesa de Almodóvar del Río,[1][3] VII marquesa de Ontiveros, VI condesa de Canalejas y señora de las villas de Torre del Cañaveral, La Rambla, Santa María de Trasierra, Cantiveros, Vita, Herreros de Suso, Malaguilla, San Miguel de Pedrosa, Revilla de Barjas, entre otras.[6]

Casó con Vicente Catalá de Valeriola y Castellví, VIII marqués de Quirra y V marqués de Nules. Le sucedió su hija:

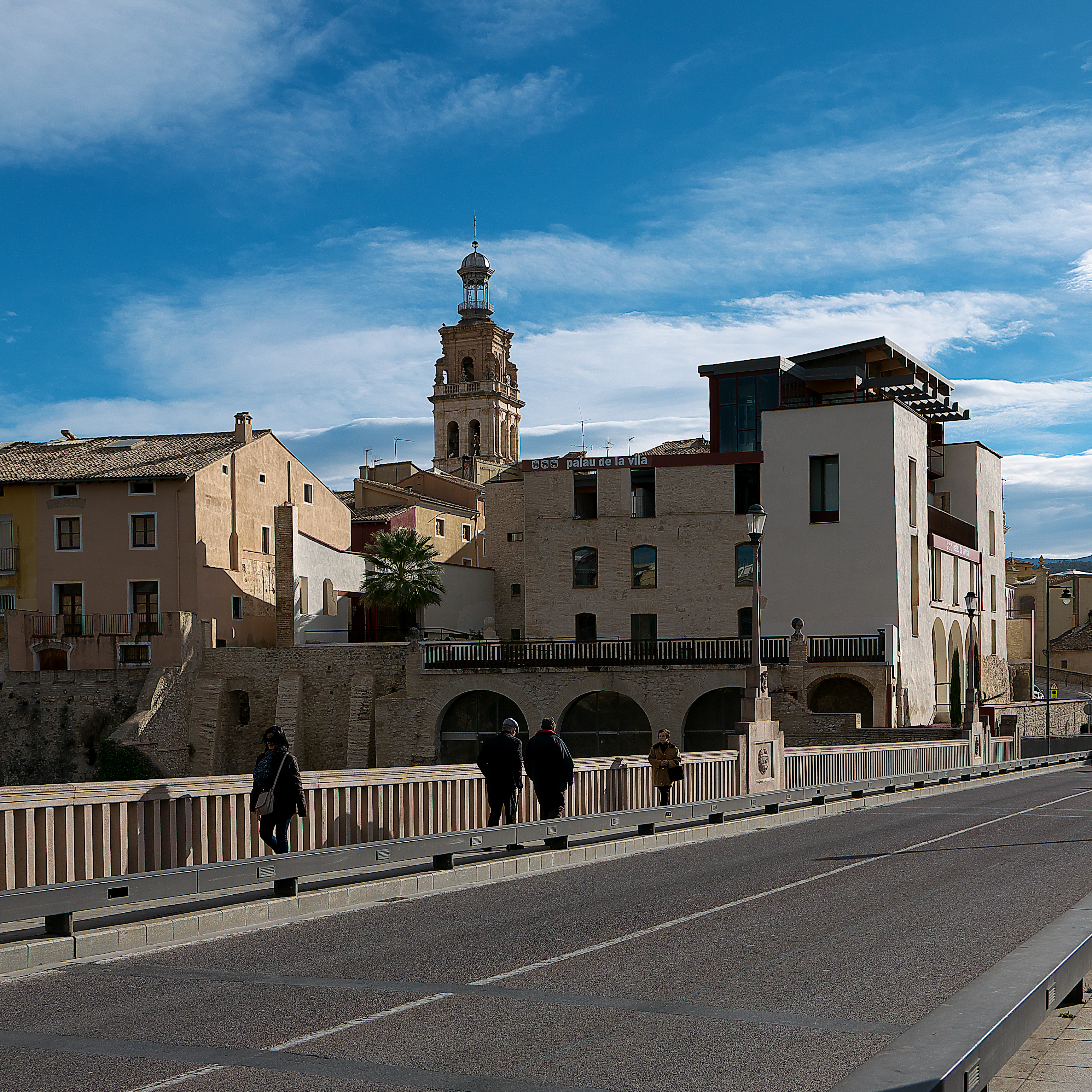
Palacio de Josefa Dominga Catalá de Valeriola (Onteniente)

- Josefa Dominga Catalá de Valeriola y Luján (1764-7 de febrero de 1814), III duquesa de Almodóvar del Río,[1][3] IX marquesa de Quirra, VIII marquesa de Ontiveros, VI marquesa de Nules, VIII condesa de Gestalgar, VII condesa de Canalejas, V condesa de Castroponce, VI condesa de Alcudia, etc.[6]

Casó con Benito Osorio Orozco y Lasso de la Vega, IX duque de Ciudad Real, VII marqués de Zarreal,IX marqués de San Damián, VII marqués de Mortara, VI marqués de Olías, IX conde de Aramayona, IX conde de Biandrina y VIII conde de Lences. Sin descendientes de este matrimonio. Le sucedió su primo, hijo de Joaquín María Fernández de Córdova y Hoces, III marqués de la Puebla de los Infantes, y de su segunda esposa, María Francisca ÁLvarez de las Asturias y Bohorques.
- Francisco de Paula Fernández de Córdoba y Álvarez de las Asturias-Bohorques (Córdoba, 12 de julio de 1787-9 de junio de 1832), IV duque de Almodóvar del Río[1] y IV marqués de la Puebla de los Infantes,[3] señor de la Zarza y Torre del Cañaveral, de los Donadíos de la Campana y de Pozo Benito, alférez mayor perpetuo del pendón real de la ciudad de Córdoba.[8]  Le sucedió su hermano:[3]

- Joaquín Rafael Fernández de Córdoba y Álvarez de las Asturias-Bohorques (1790-1848), V duque de Almodóvar del Río,[1][3] V marqués de Puebla de los Infantes[8] y  X marqués de Almodóvar del Río.

Casó con Ramona Pulido y Merino. En 25 de agosto de 1851, le sucedió su hijo:
- Joaquín Fernández de Córdoba y Pulido (1825-15 de noviembre de 1863), VI duque de Almodóvar del Río,[1][3] VI marqués de la Puebla de los Infantes[3] y señor de los Donadíos de la Campaña.[9]

Casó con Eloisa Martel y Fernández de Córdoba, I duquesa de Almodóvar del Valle y I marquesa de Alborroces, hija de Federico Martel y Bernuy y de su esposa María de la Concepción Fernández de Córdoba y Gutiérrez de los Ríos, condesa de Torres Cabrera y del Menado Alto. Con ella tuvo cinco hijos, pero todos fallecieron sin llegar a heredar el ducado. En 19 de junio de 1865, le sucedió su hija:
- Isabel Francisca Fernández de Córdova y Martel (1863-6 de agosto de 1868), VII duquesa de Almodóvar del Río[1] y VII marquesa de la Puebla de los Infantes.[3][8] En 29 de agosto de 1871, le sucedió su prima,[1] hija de Genoveva Fernández de Córdoba y Pulido y de su esposo, José Ramón de Hoces y González de Canales, IX conde y I duque de Hornachuelos:[8]

- Genoveva de Hoces y Fernández de Córdoba (1852-1906), VIII duquesa de Almodóvar del Río,[1][3] XIII marquesa de Almodóvar del Río y VIII marquesa de Puebla de los Infantes.[8]

Casó en 1872 con Juan Manuel Sánchez y Gutiérrez de Castro, hijo de Antonio Sánchez Romate y de su esposa Isabel Gutiérrez de Castro y Cossío. En 29 de diciembre de 1906, le sucedió su hijo:

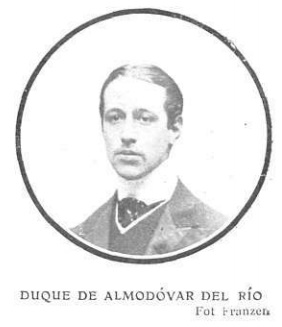
El IX duque de Almodóvar del Río, foto por Franzen (1908)

- José Ramón Sánchez y de Hoces (1878-9 de marzo de 1911), IX duque de Almodóvar del Río,[1] XIV marqués de Almodóvar del Río, caballero de la Orden de Alcántara, gentilhombre del rey con ejercicio y servidumbre.[12]

Casó el 10 de octubre de  1906 con Margarita Dujat des Allimes y Díez. En 30 de junio de 1913, le sucedió su hijo:
- Juan Manuel Sánchez y Dujat des Allimes (1910-27 de julio de 1938), X duque de Almodóvar del Río,[3] XV marqués de Almodóvar del Río. Soltero y sin descendientes, en 2 de noviembre de 1951, le sucedió su primo,[1] hijo de Isabel Sánchez y de Hoces (1876-1943), IX marquesa de la Puebla de los Infantes, y de José María de Hoyos y Vinent, IV marqués de Vinent, III marqués de Hoyos, III marqués de Zornoza y III vizconde de Manzanera.[8]

- Alfonso de Hoyos y Sánchez (5 de mayo de 1906-Madrid, 15 de julio de 1995), XI duque de Almodóvar del Río,[1][3] XVI marqués de Almodóvar del Río, V marqués de Vinent, IV marqués de Hoyos, IV marqués de Zornoza y IV vizconde de Manzanera.[8]

Casó con María Victoria Martínez de Irujo y Artázcoz. En 6 de septiembre de 1996, le sucedió su hijo:
- Isidoro de Hoyos y Martínez de Irujo (1940-2012), XII duque de Almodóvar del Río desde 1996.[1]

Casó el 22 de febrero de 1974 con María Caridad Fernández de Córdova y Cruzat. Le sucedió su hijo:
- Alfonso de Hoyos y Fernández de Córdoba (n. 4 de mayo de 1975), XIII duque de Almodóvar del Río desde 2013.[8][14]